# Albert Vyskočil
Albert Vyskočil (28. ledna 1890 Praha – 4. prosince 1966 tamtéž) byl učitel, spisovatel, literární kritik a překladatel, vydavatel díla J. V. Sládka. Patřil k nejvýznamnějším katolickým literárním teoretikům. 

## Život
Narodil se v rodině krejčího. Po maturitě na učitelském ústavu v Praze roku 1909 studoval bohemistiku, germanistiku a anglistiku na Filozofické fakultě UK. V letech 1918–1948 působil jako učitel v Oudoleni a v Praze a jejím okolí (Ořech, Dolní Mokropsy apod.). Od roku 1917 úzce spolupracoval s nakladatelem Josefem Florianem, od roku 1932 s Vladimírem Pourem. Od roku 1940 seděl v redakční radě Rodokapsu. V roce 1942 odešel do invalidního důchodu, ale až do roku 1948 externě spolupracoval s nakladatelstvím Vyšehrad, kde připravoval mj. souborné vydání básnického díla J. V. Sládka. Po válce vyjednával o postu na brněnské univerzitě, ale po komunistickém převratu v roce 1948 mu byla veřejná činnost zapovězena.
Jeho bratr Josef Vyskočil byl významným restaurátorem, synovec Ivan Vyskočil se stal známým divadelníkem. Jeho manželka byla neteří básníka Josefa Václava Sládka.

## Dílo
Vytvořil ryze katolickou estetickou a literárněvědnou teorii. Paradoxně však za ideál básnické osobnosti Vyskočil považoval Karla Hynka Máchu, u něhož lze snadno dohledat ateistické zaměření. Vyskočil k tomu uváděl, že umělecké dílo je vždy "svrchovanou věcí", kterou nelze nikdy spoutat či beze zbytku vyložit žádnou ideologií, ale ani estetickou teorií. Dalším uctívaným autorem se pro něj stal Edgar Allan Poe, který ho ovlivnil i svými teoretickými přístupy (Vyskočil přeložil jeho studii K základům básnictví) - víceméně na půdorysu poeovské teorie vystavěl Vyskočil teorii vlastní konstatující, že poezie je vázána na jedinečnost a zázračnost slova, zatímco funkcí prózy je vyjadřování idejí. Katolická orientace Vyskočilova byla nejvíce znát v jeho přístupu k dějinám české literatury. Odmítl zcela koncepci národního obrození a za vrcholnou éru české literární tvorby označil - jako jeden z mála - baroko. Už proto, že katolická církev, dle jeho názoru, vždy poskytovala umělci "svrchovanou míru svobody a cti", na rozdíl od církví protestantských. Baroko vnímal jako lidové, osvícenství jako elitářské a v českém prostředí cizorodé. Renesance pro něj byla mechanická, zatímco baroko umožňovalo individualitu. Návaznost na baroko cítil hlavně u Máchy. Tyto své názory vyložil zejména v souborech úvah Básníkova cesta (1927), Básníkovo slovo (1933) a Znamení u cest (1947). Časopisecky pak především v časopise Tvar, který vycházel v letech 1926-1931.
V roce 1945 vydal životopisnou knihu o Kryštofu Kolumbovi. Psal též vlastní verše (Na pokraji dnů), inspirované zjevně Máchou.
Překládal spisy Daniela Defoea, E. A. Poea, Thomase Carlylea, Dante Gabriela Rossettiho a dalších. Věnoval se také literatuře pro děti, přeložil Robinsona Crusoe (1920, 8. vydání 1968) a roku 1941 vydal vlastní adaptaci jeho příběhu (3. vyd. 1948).